# Ollinsaari (ö i Norra Savolax, Varkaus, lat 62,52, long 27,66)
Ollinsaari är en ö i Finland. Den ligger i sjön Särkijärvi och i kommunen Leppävirta i den ekonomiska regionen  Varkaus ekonomiska region  och landskapet Norra Savolax, i den centrala delen av landet, 300 km nordost om huvudstaden Helsingfors. Öns area är 46,4 hektar och dess största längd är 1,6 kilometer i sydöst-nordvästlig riktning.